# Keiji Uematsu
Keiji Uematsu (植松 奎二, Uematsu Keiji) est un sculpteur auteur d'installations et dessinateur japonais du XXe siècle, né en 1947.

## Biographie
Diplômé de la faculté d'éducation de l'université de Kobe (département des beaux-arts), au Japon. En 1969, Keiji Uematsu est sélectionné pour la première exposition internationale de sculpture contemporaine (Hakone Open Air Museum, Kanagawa), et la même année il réalise sa première exposition personnelle (galerie 16 à Kyoto) et commence sa carrière d'artiste.
Il a reçu le prix d'encouragement culturel de la ville de Kobe en 1974. Il a déménagé en Allemagne en septembre 1975 et a établi une base à Düsseldorf. Mars 1986 Etablissement d'une deuxième base dans la ville de Nishinomiya, préfecture de Hyogo.
En 1988, il est sélectionné comme artiste japonais représentatif de la 43e biennale de Venise. Depuis 1995, il a déménagé à Düsseldorf et Minoo City, préfecture d'Osaka.
Il a reçu, en 2013, le 38e prix Teijiro Nakahara (Cutting Axis-Longitude-Latitude) et le prix culturel de la préfecture de Hyogo, en 2021.

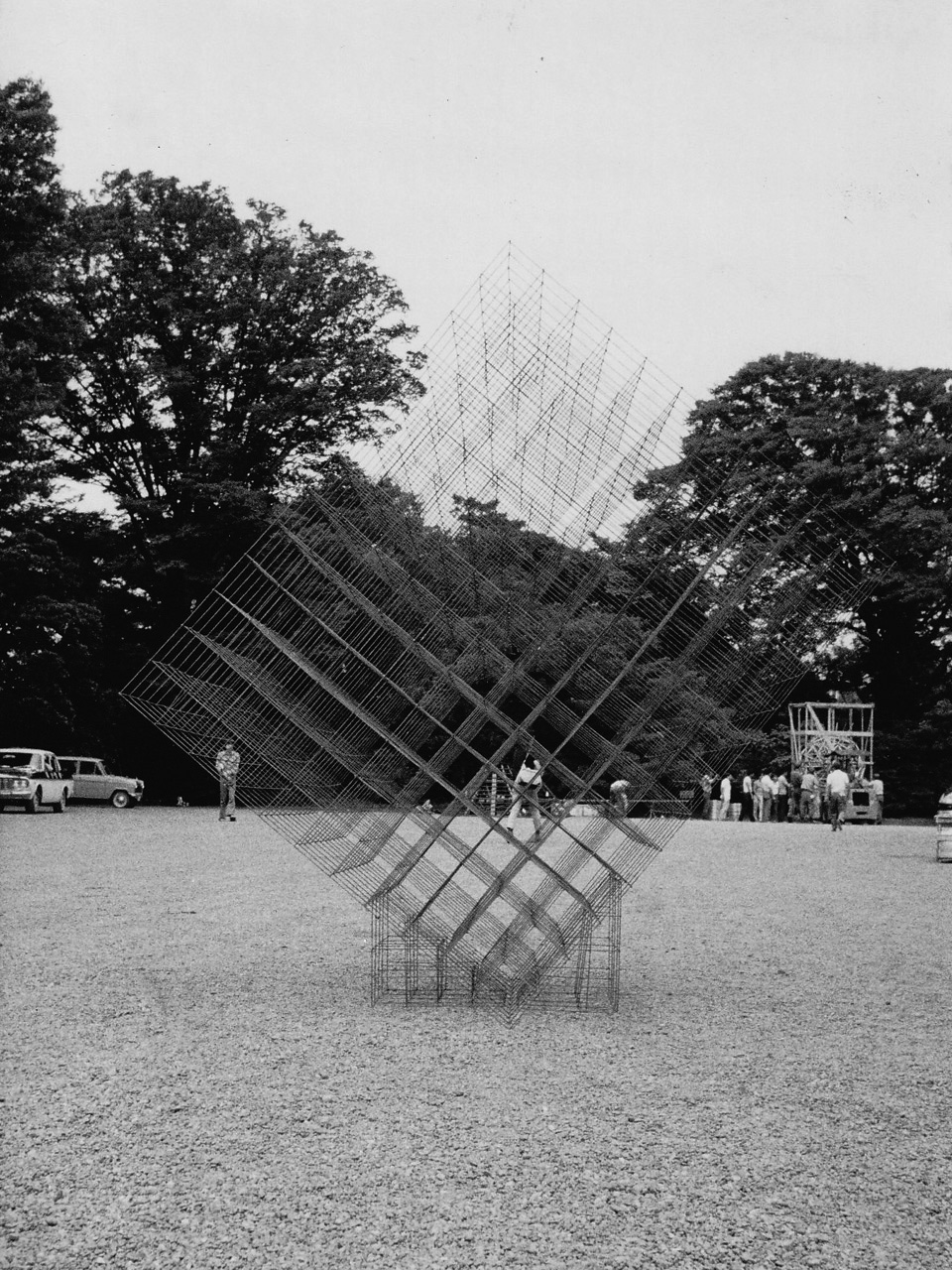
Transparence-Iron, Hakone, 1969.
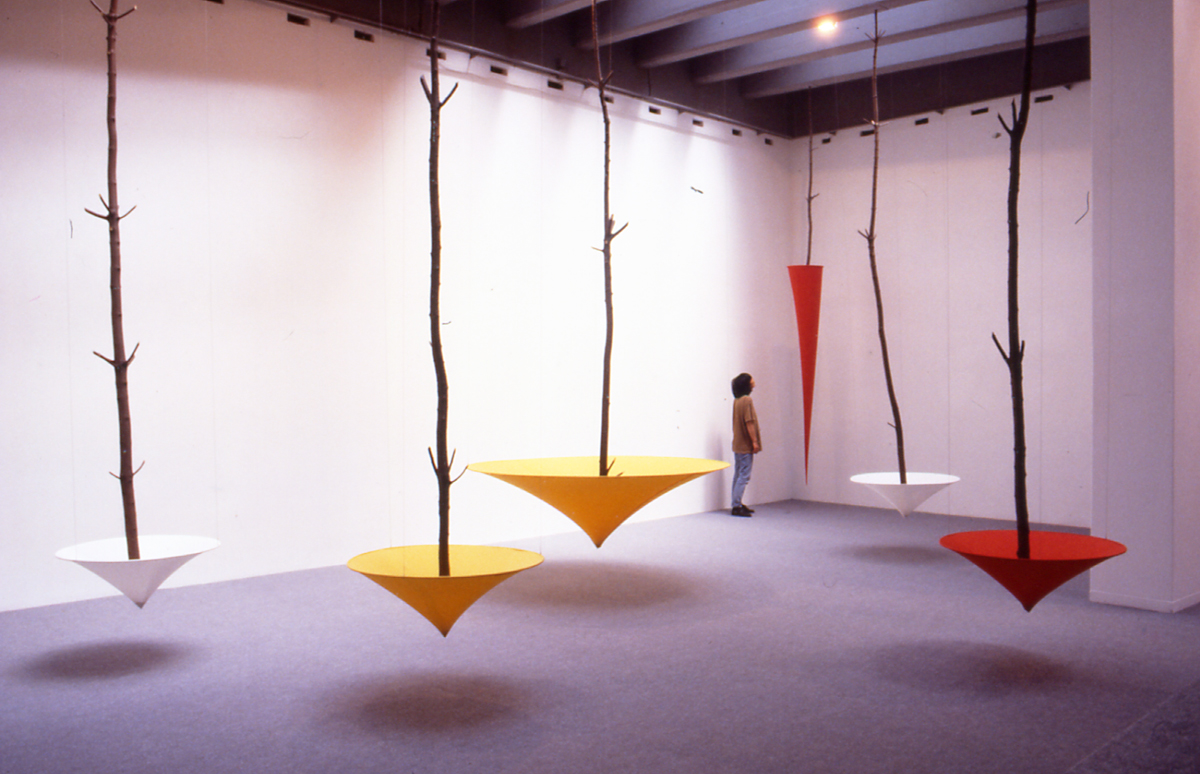
Inversion - Vertical space, Venise, 1988.
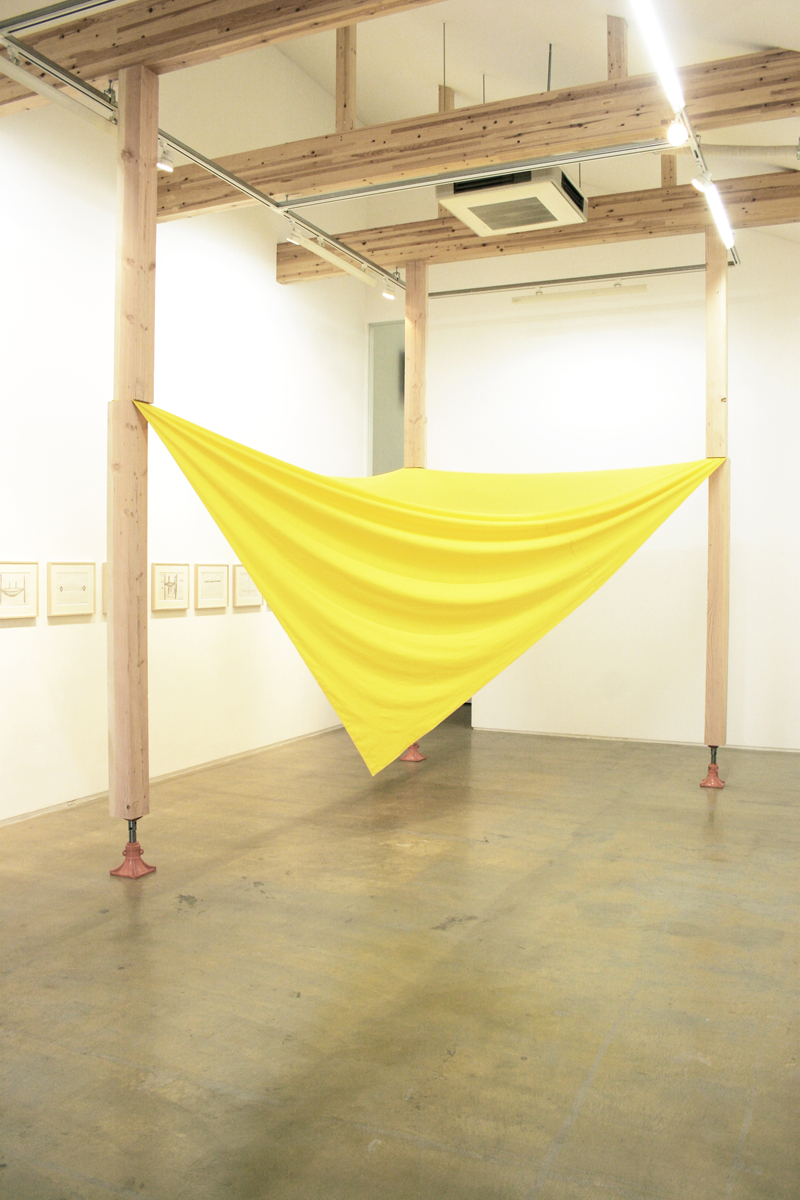
Cutting Axis-Latitude-Longitude, 2012.

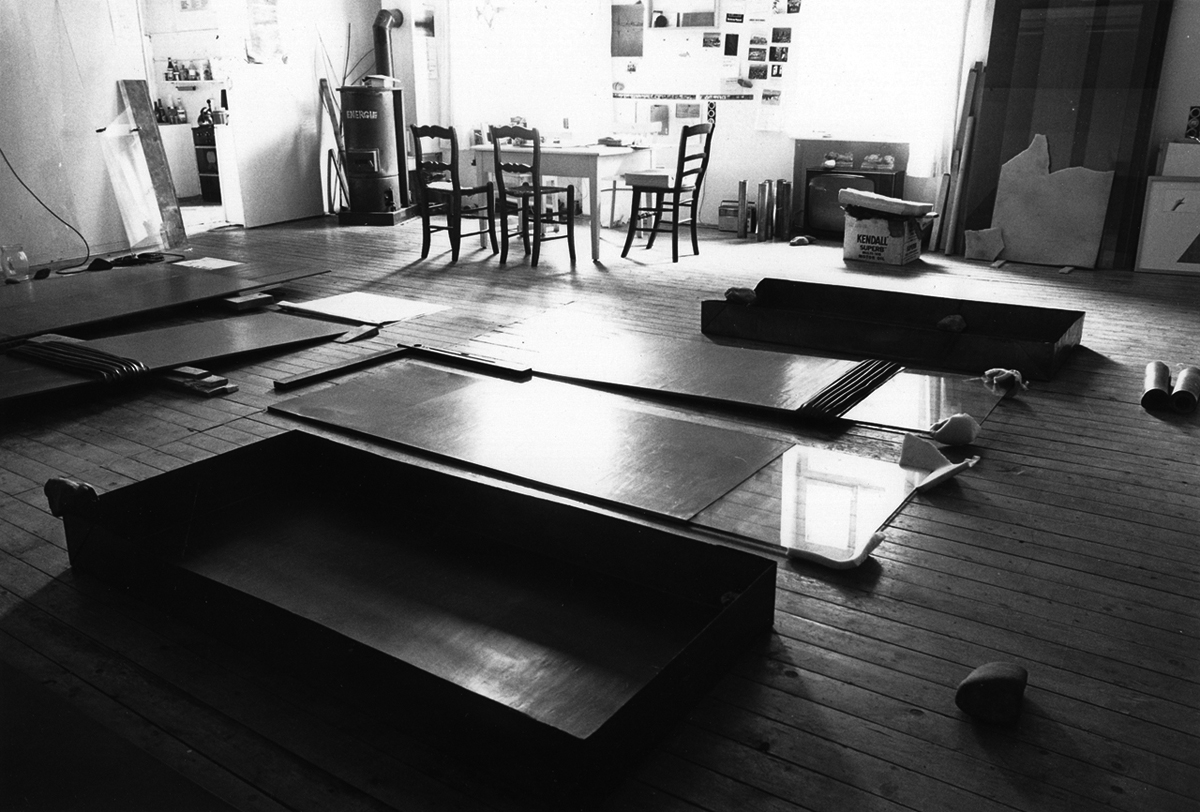
Studio, Düsseldorf, 1977.
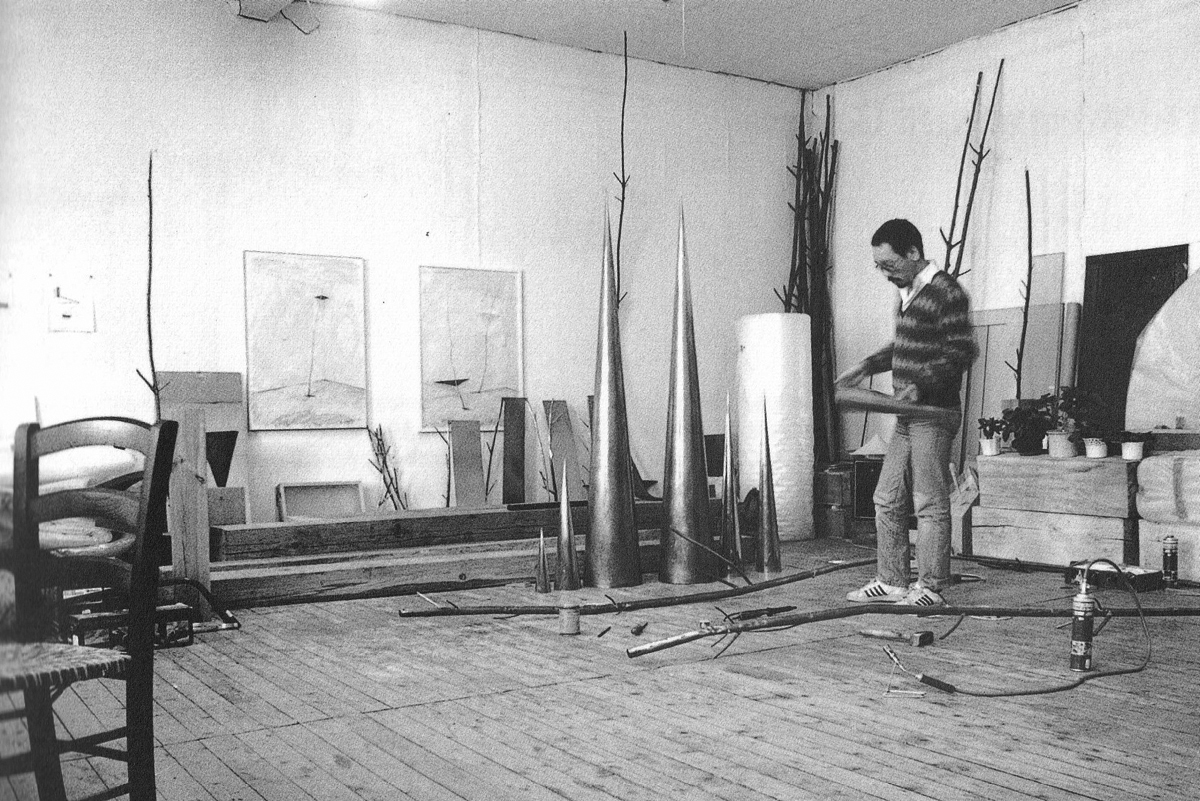
Studio, Düsseldorf, 1991.
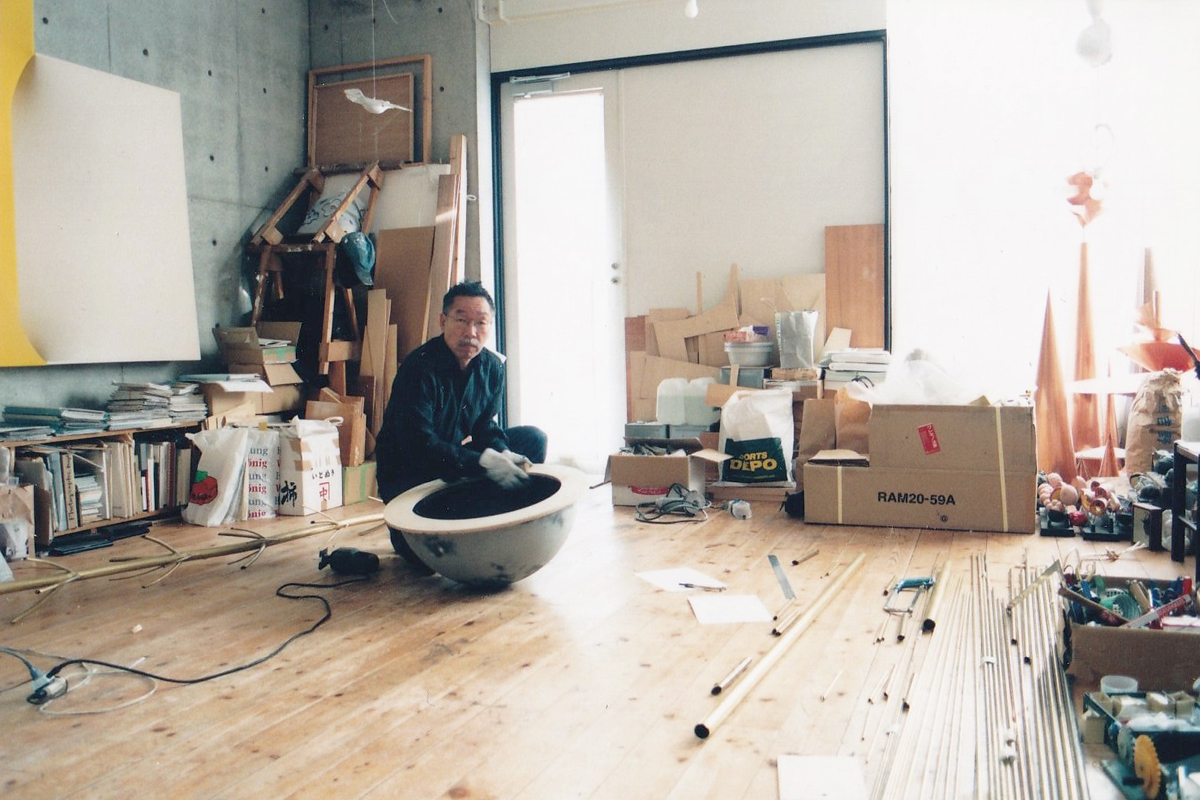
Studio, Minoo, 2006.

## Style et Conception
Il existe différentes manières d'exprimer l'œuvre, telles que la image (photographie, film, vidéo), la performance (et son enregistrement image), les estampes, la sculpture et l'installation. La production de l'œuvre est appelée « travail (= projet) », et le dessin qui décrit l'idée du projet est également présenté comme une œuvre indépendante. Le tissu, le verre, le fer, l'acier inoxydable, le bronze, le laiton, le bois (principalement le Sapin de Douglas) sont souvent utilisés en plus de la pierre, du cuivre et du bois naturel comme matériaux de gravure et d'installation. Le style semble être abstrait, mais ce qui est exprimé dans l'œuvre est l'incarnation d'une force invisible telle que la gravité.
Il associe des volumes géométriques (cône, spirale) dans de fragiles constructions qui associent pierre, cuivre et bois, etc., avec le « désir de créer une œuvre au sein de laquelle l'absence d'un unique élément ferait écrouler la structure dans son ensemble, l'existence invisible des choses et leur lien entre elles, comme un cosmos ».
Il a écrit dans le pamphlet de la Biennale de Kyoto de 1972 (en réponse à un questionnaire aux artistes exposants, « Qu'est-ce que l'art pour vous ? »), « Rendre visible la structure, l'existence et les relations visibles. Rendre visible la structure, l'existence et les relations invisibles. Rendre invisibles la structure, l'existence et les relations visibles. » Cela représente le concept de base depuis le début de sa carrière d'artiste.

## Expositions
Expositions personnelles (hors Asie)
- Photographs and Films, Galerie Cheap Thrills, Helsinki, Finlande, 1974
- Galerie St. Petri, Lund, Suède, 1975
- Photographs and Films, Galerie Cheap Thrills, Helsinki, Finlande, 1976
- Musée Moderna, Stockholm, Suède, 1976[5]
- Galerie Hetzler+Keller, Stuttgart, Allemagne, 1977
- Situation Interval, New Reform, Alost, Belgique, 1977
- Ausschnitte 1, Städtische Kunsthalle Düsseldorf, Allemagne, 1977
- Installation, Vor Ort Arbeitsgalerie, Hambourg, Allemagne, 1979
- Skulptur, Foto, Heidelberger Kunstverein, Allemagne, 1979
- Cultuurhuis de Warande, Turnhout, Belgique, 1980
- Centre culturel international, Anvers, Belgique, 1980
- Städtische Galerie im Lenbachhaus+Kunstform, Munich, Allemagne, 1980
- Installation Axis-Latitude-Longitude, P.S.1, Project Studios 1, New York, États-Unis, 1980
- Installations and Drawings, Baudoin Lebon, Paris, France, 1981
- Skupturen-Zeichnungen-Fotos, Galerie Löhrl, Mönchengladbach, Allemagne, 1981
- Cathédrale Saint-Trophime d'Arles, Arles, France, 1982
- Installation, Baudoin Lebon, Paris, France, 1983
- Centrum BeeldendeKunst Rotterdam, Pays-Bas, 1984
- Project - Drawings and Installations, Galerie Löhrl, Mönchengladbach, Allemagne, 1985
- Installation, Baudoin Lebon, Paris, France, 1986
- Project, Kunstraum Neuss, Allemagne, 1989
- Skulpturen und Zeichnungen, Galerie Kiki Maier-Hahn, Düsseldorf, Allemagne, 1989
- Skulpturen und Zeichnungen, Galerie Löhrl, Mönchengladbach, Allemagne, 1989
- GeleZaal, Gand, Belgique, 1989
- Sculptures, Waβermann Galerie, München, Allemagne, 1990
- Dortmunder Kunstverein, Allemagne, 1991
- Waβermann Galerie, Cologne, Allemagne, 1991
- Baudoin Lebon à la FIAC, Grand-Palais, Paris, France, 1991
- Baudoin Lebon, Paris, France, 1992
- Ursula Blickle Stiftung, Kraichtal, Allemagne, 1992
- The Breathing Space, Waβermann Galerie, München, Allemagne, 1993
- Skulpturen und Zeichnungen, Galerie Löhrl, Mönchengladbach, Allemagne, 1993
- It's Possible, Skulpturen und Zeichnungen, Stadtmuseum Siegburg, Allemagne, 1994[6]
- Invisible Structure, Galerie Beatrice Wassermann, München, Allemagne, 1995
- Behind the Perception, Edwin-Scharff-Haus, Neu-Ulm, Allemagne, 1997
- Baudoin Lebon, Paris, France, 2001
- Axis-Latitude-Longitude, Waβermann Galerie, Munchen, Allemagne, 2003
- Falling Water - Rising Water, Baudoin Lebon, Paris, France, 2004
- Axis-Latitude-Longitude, Kunstlerverein Marlkasten, Düsseldorf, Allemagne, 2005
- Yearning for What is Floating, Baudoin Lebon, Paris, France, 2008
- Yearning for What is Floating, Le Café Français Art Gallery, Bruxelles, Belgique, 2009
- Baudoin Lebon (avec vladimir skoda), Paris, France, 2011
- Frieze Masters : Spotlight, Regent's Park, Londres, Royaume-Uni, 2014
- Invisible Force and Seeing, Jacobihaus, Kunstlerverein Malkasten, Düsseldorf, Allemagne, 2016
- Invisible Force, Simon Lee Gallery, Londres, Royaume-Uni / New York, États-Unis, 2016
- Seeing/Measuring/..., Baudoin Lebon, Paris, France, 2016
- Invisible Force, Galerie Löhrl, Mönchengladbach, Allemagne, 2018
- Keiji Uematsu : Invisible Force, Simon Lee Gallery, New York, États-Unis, 2019

## Œuvres

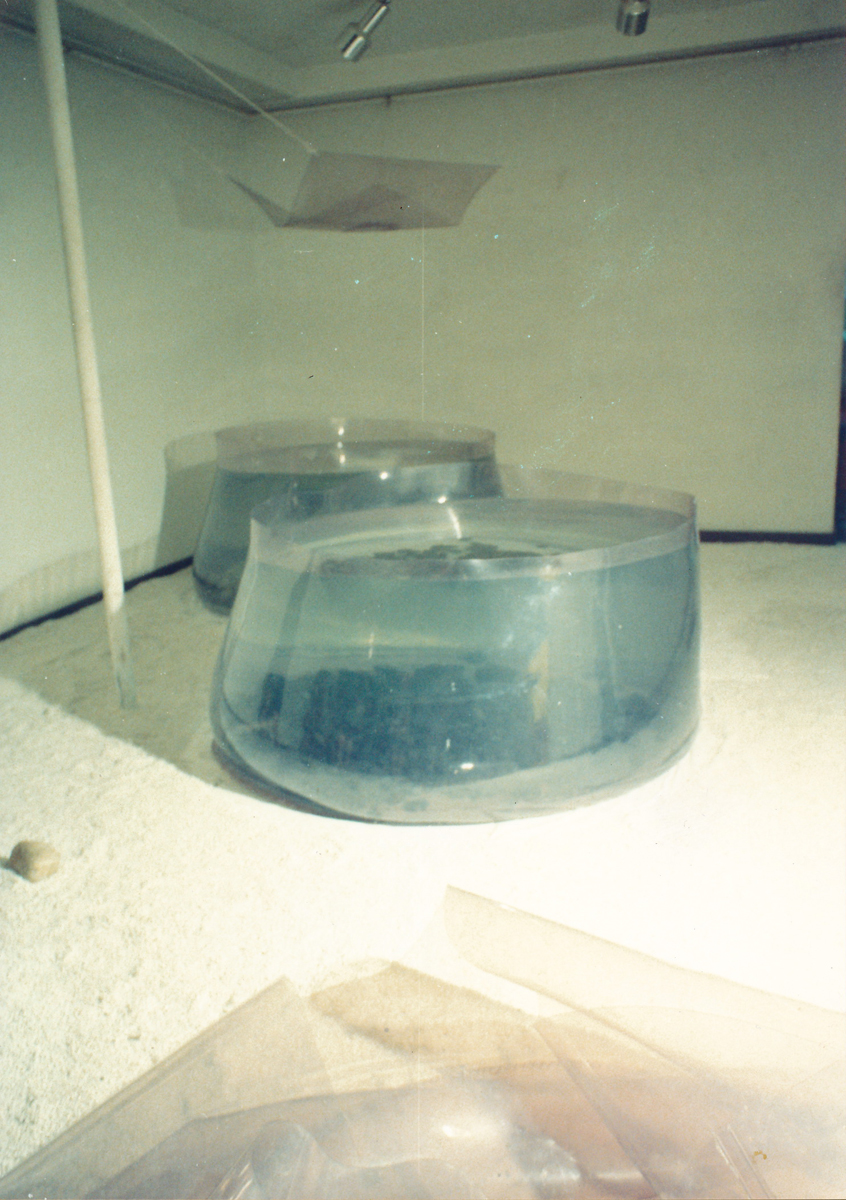
Transparence-H2O, 1969.
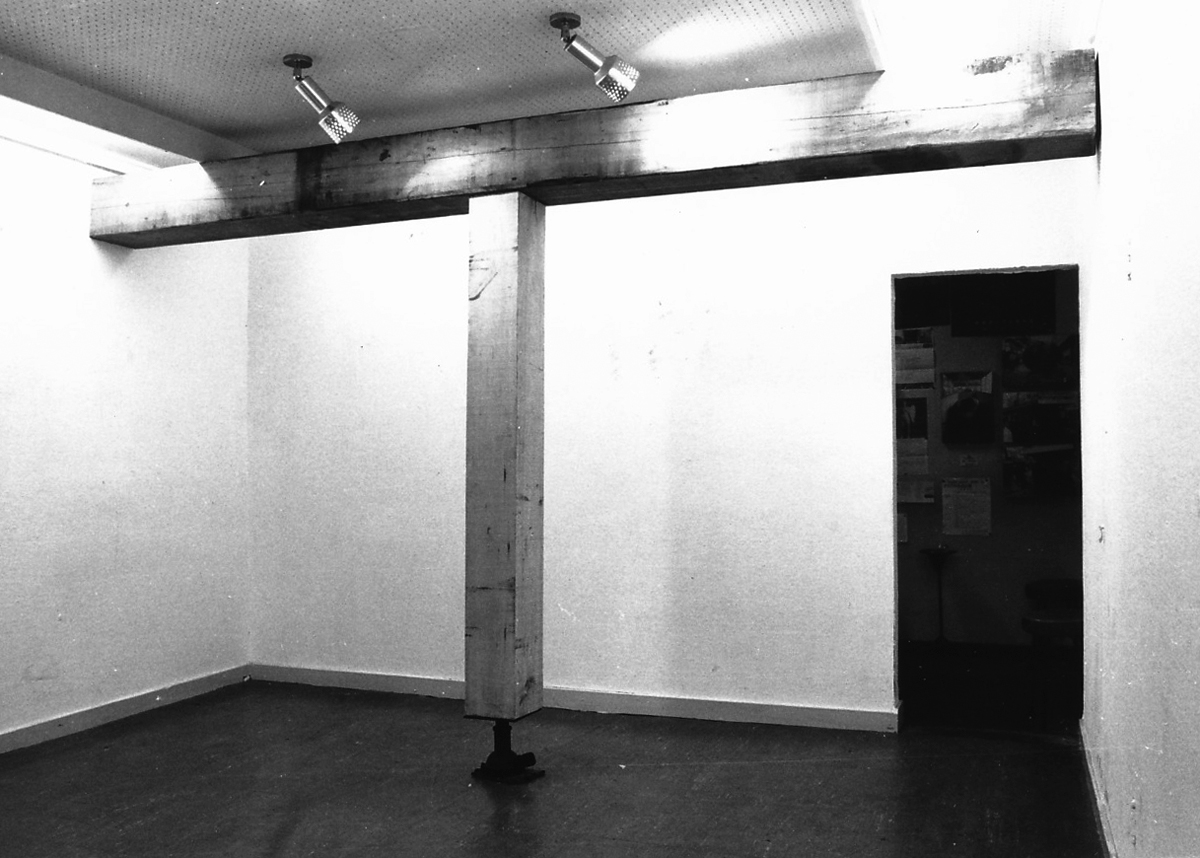
Cutting, 1971.
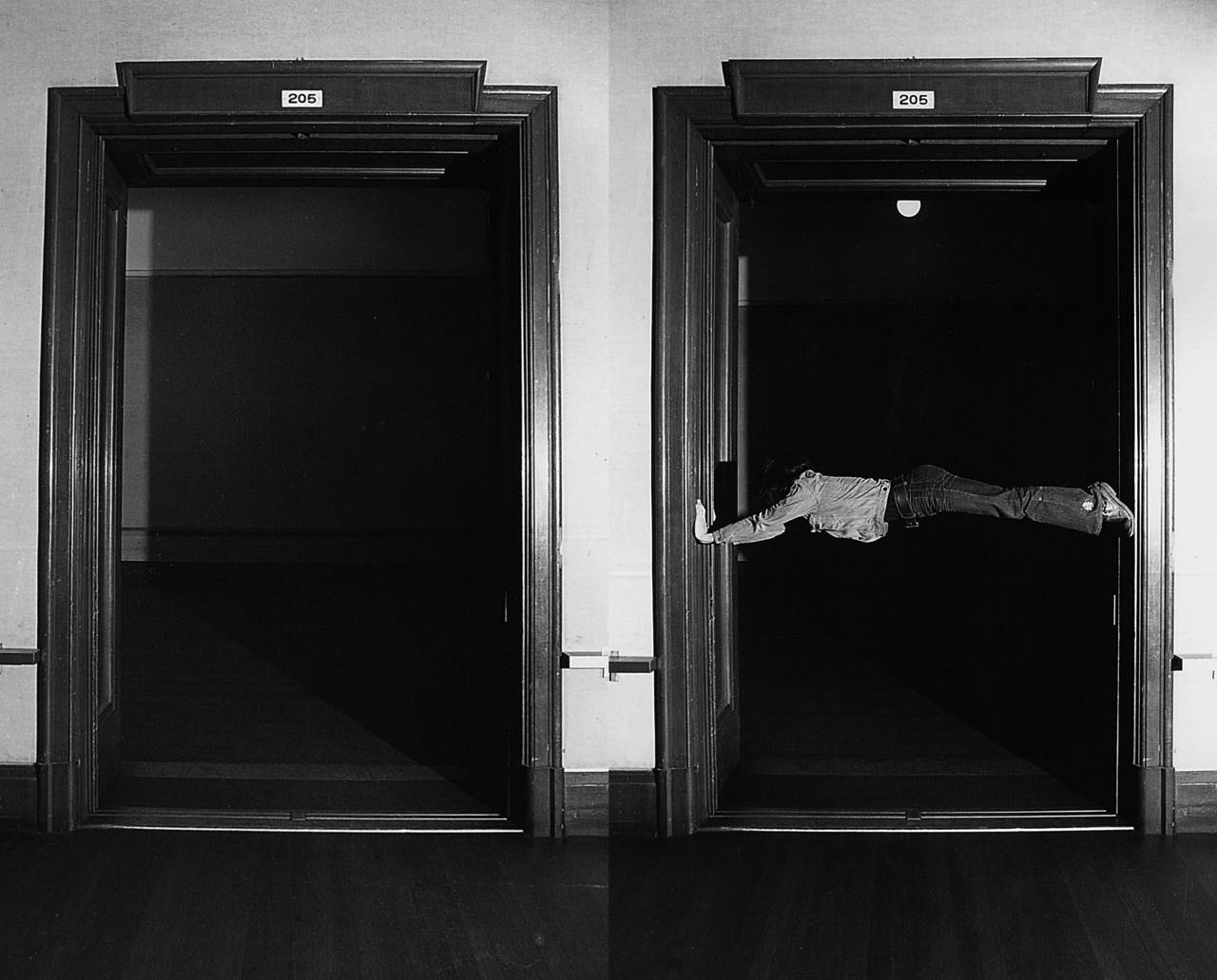
Horizontal position, 1973.
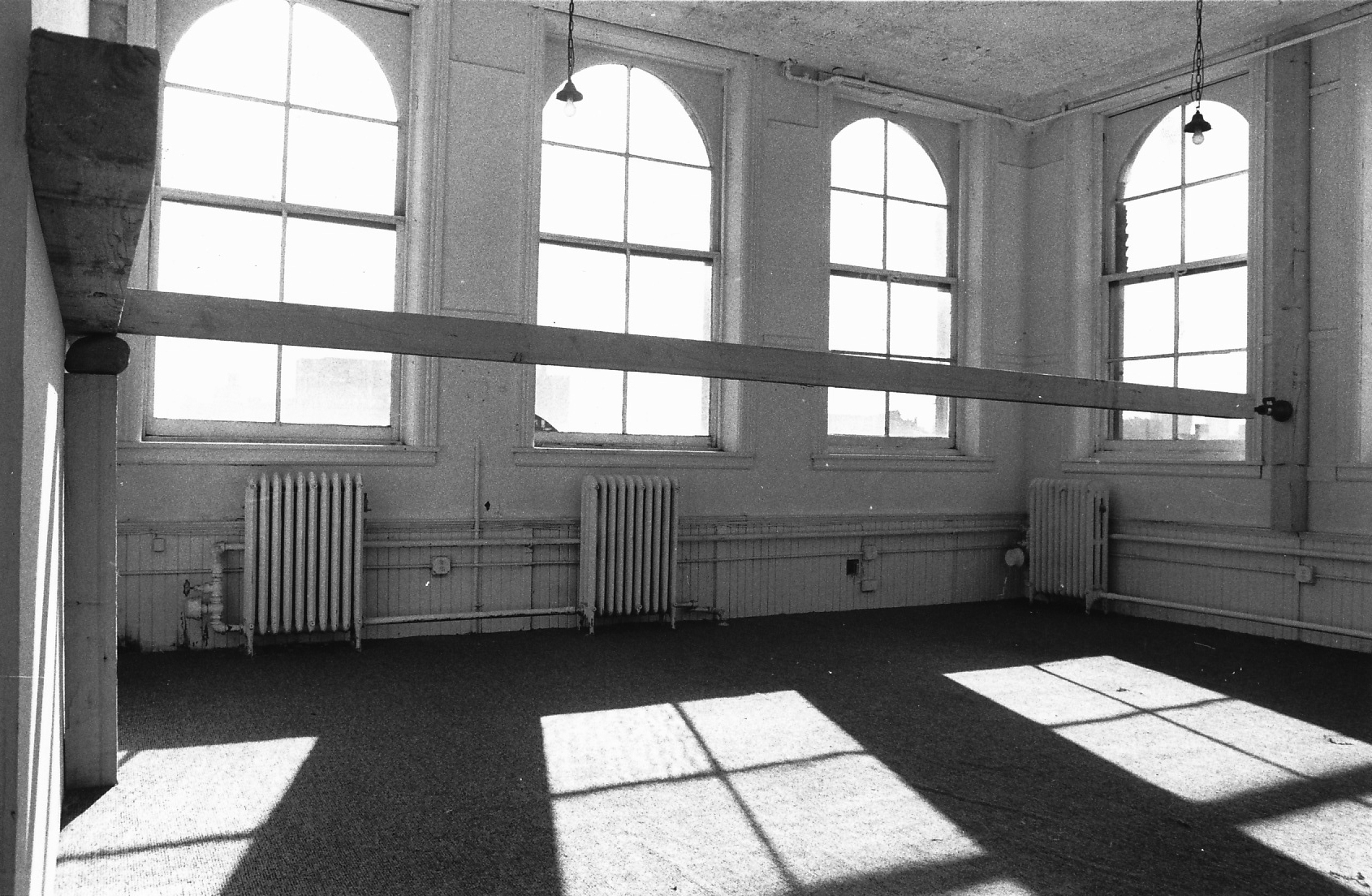
Axis-Latitude-Longitude, 1980.
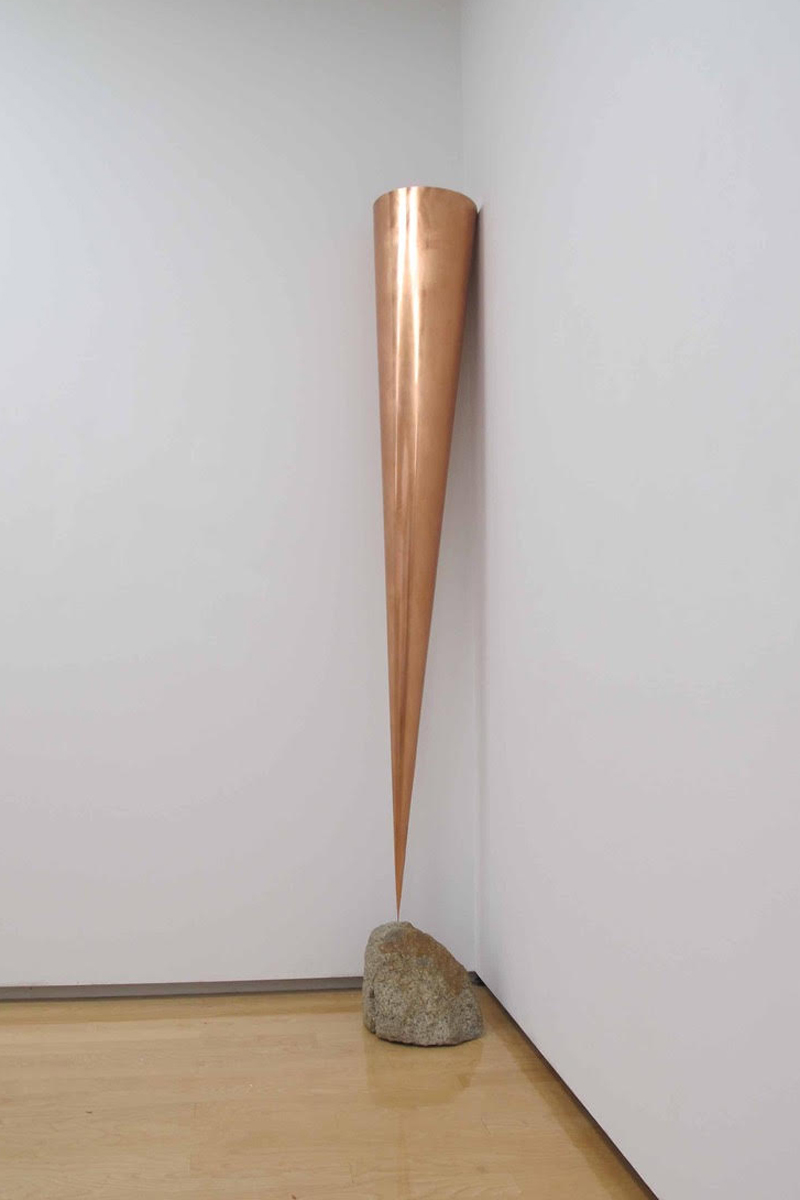
Corner piece I - Inversion vertical space, 1988.
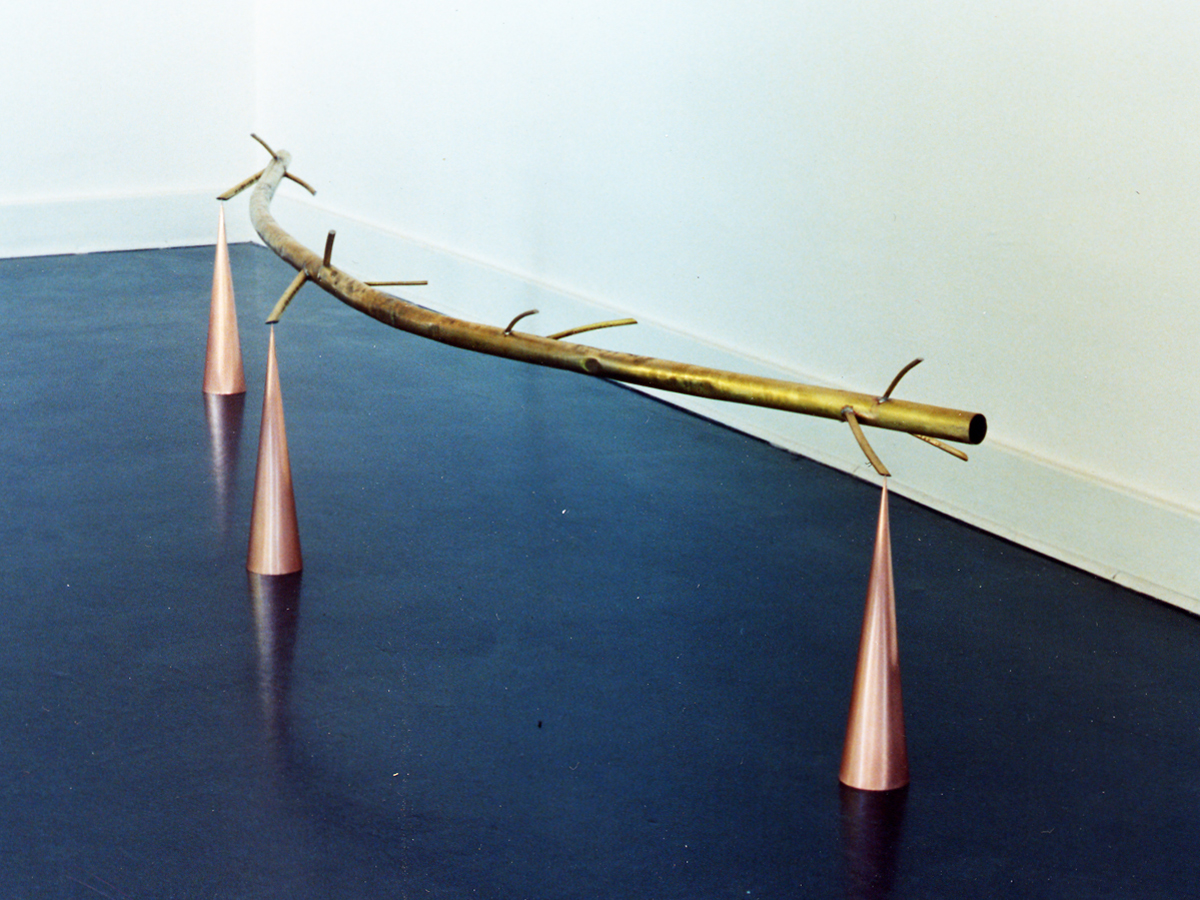
Situation - Floating space, 1989.
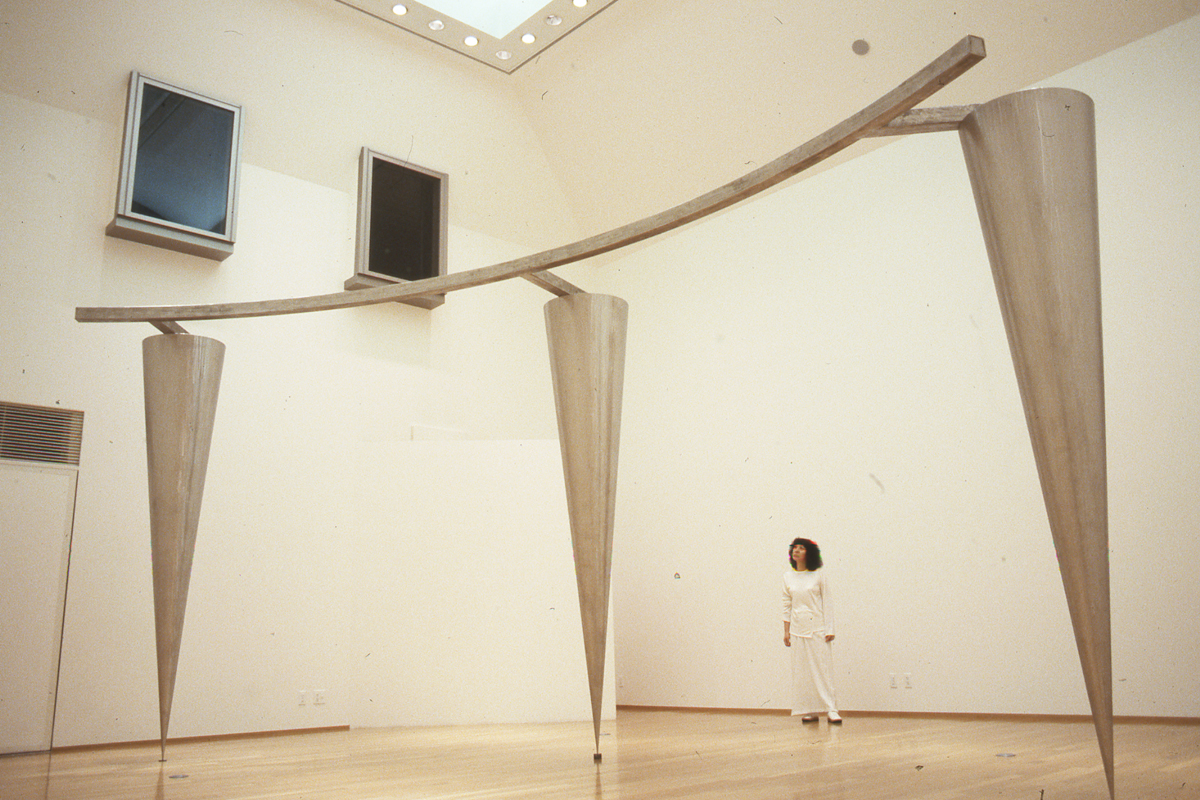
Axis-Longitude-Latitude, 1999.
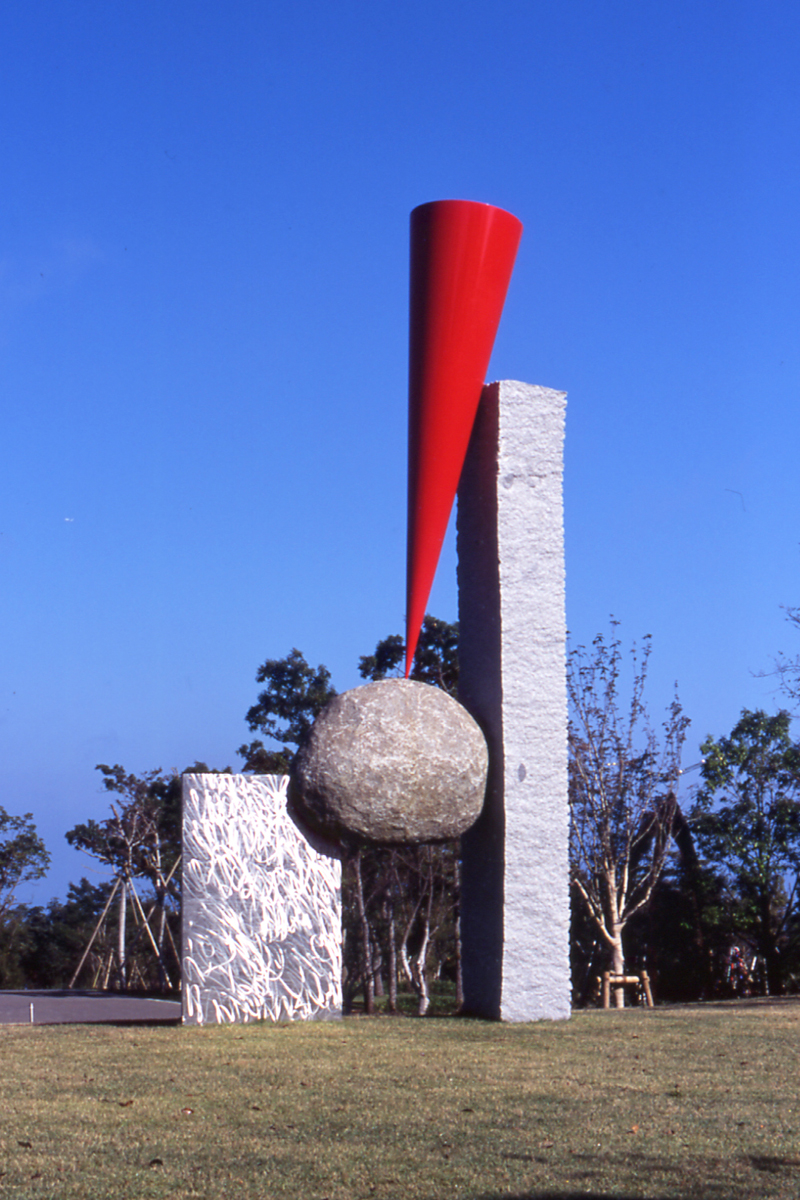
Floating form - Red, 2000.
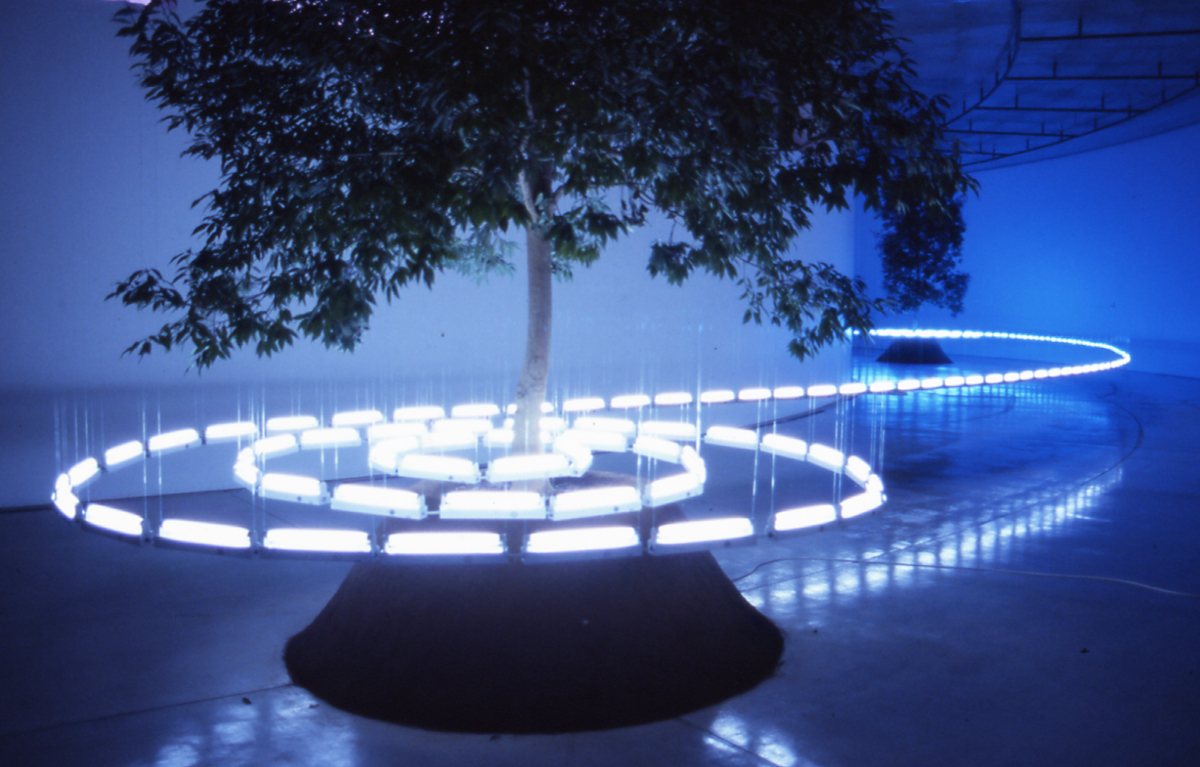
With a tree - Touch of Spiral, 2003.
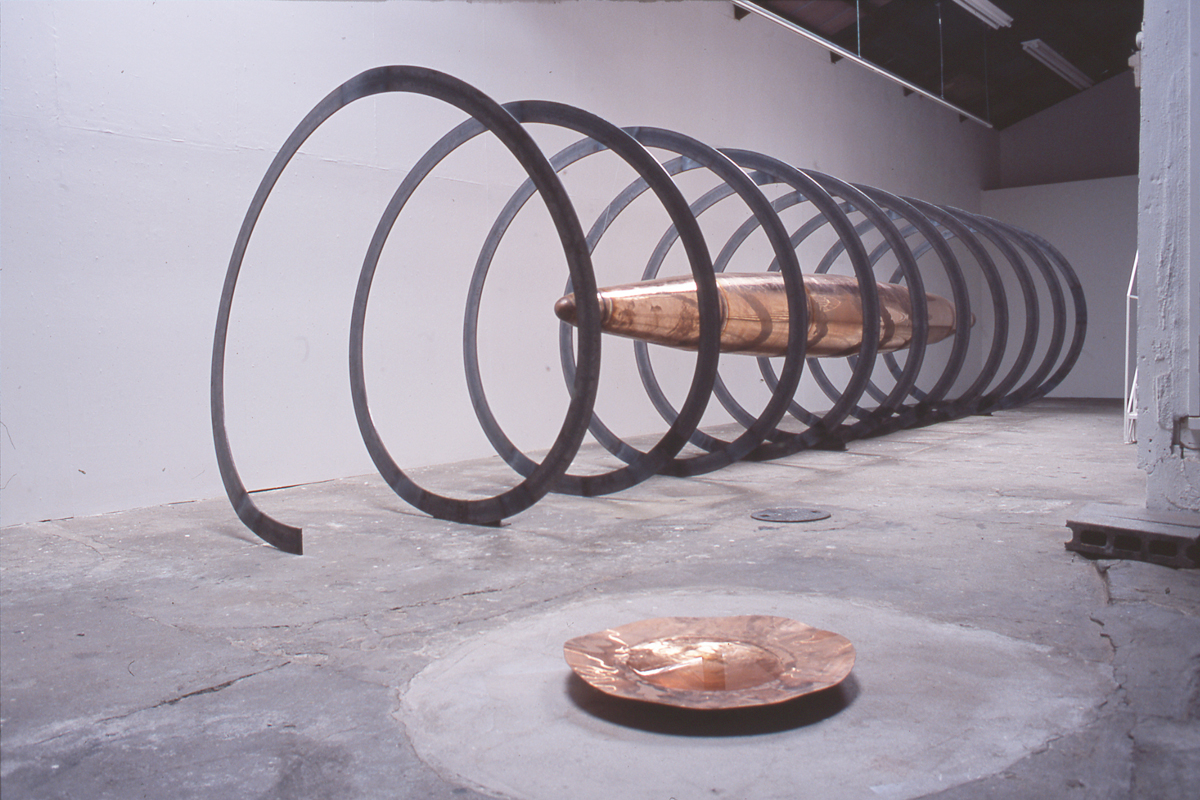
Touch of Spiral, 2007.
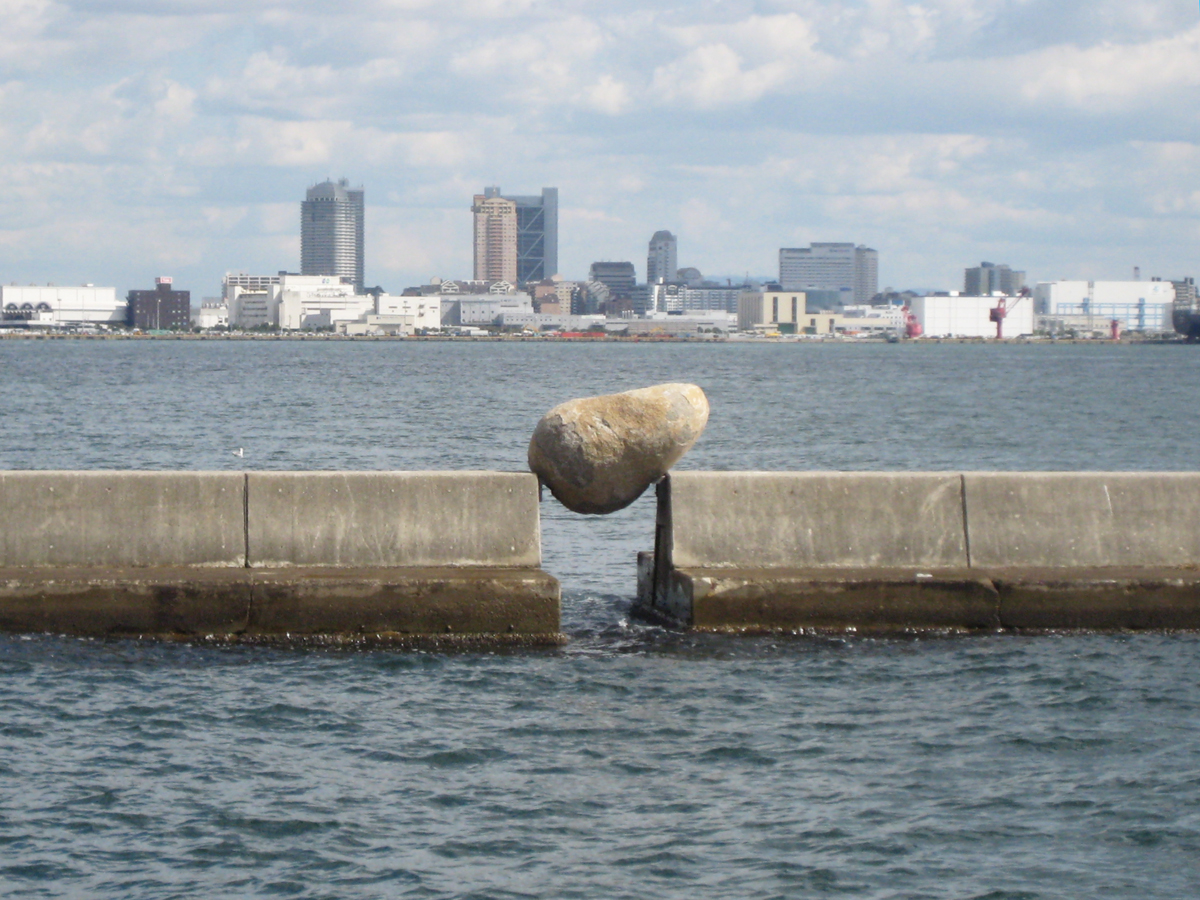
In between - Form II, 2009.
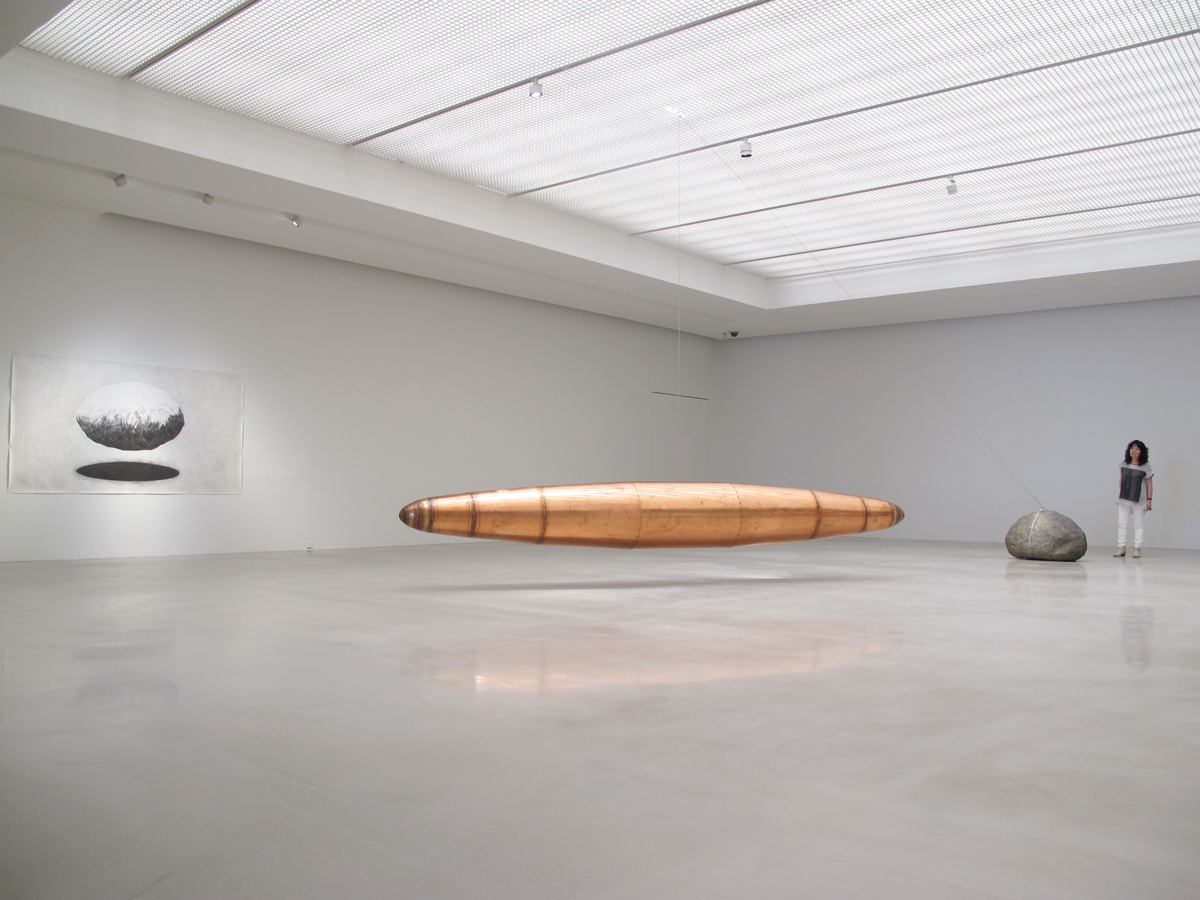
Floating form - Invisible axis, 2015.
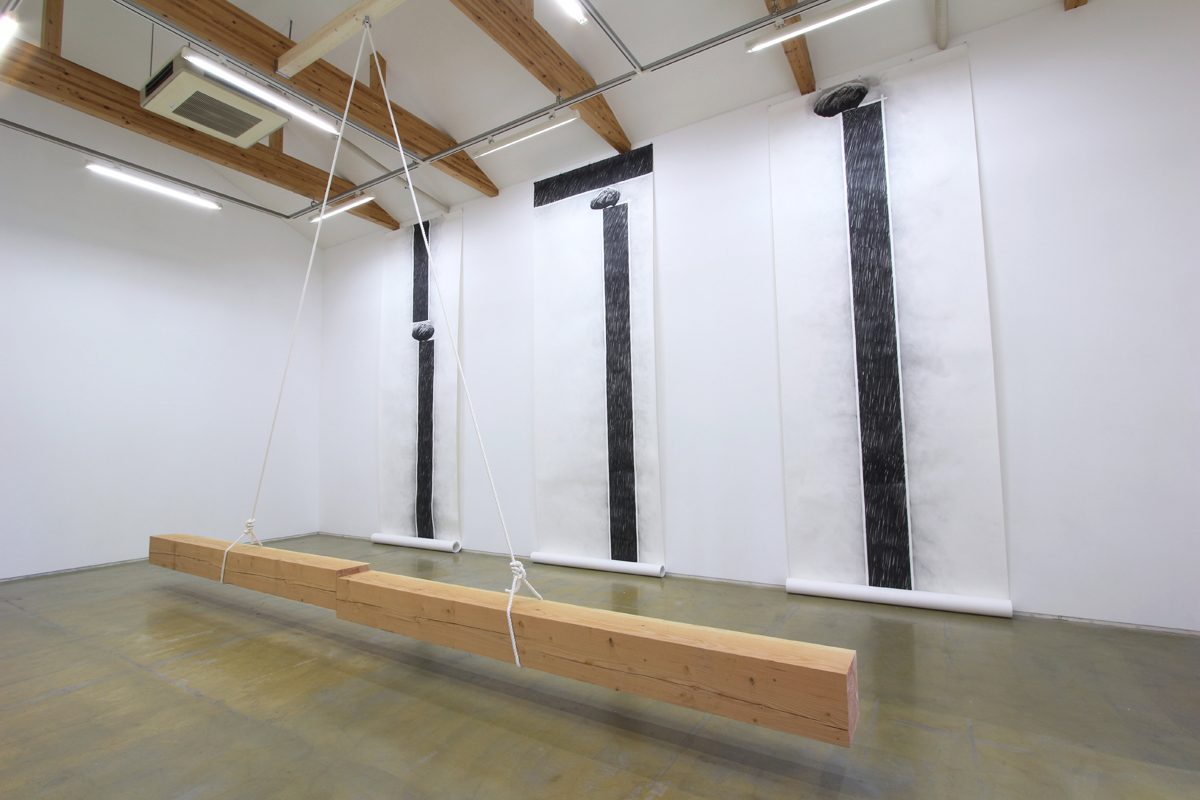
Cutting triangle, 2017.
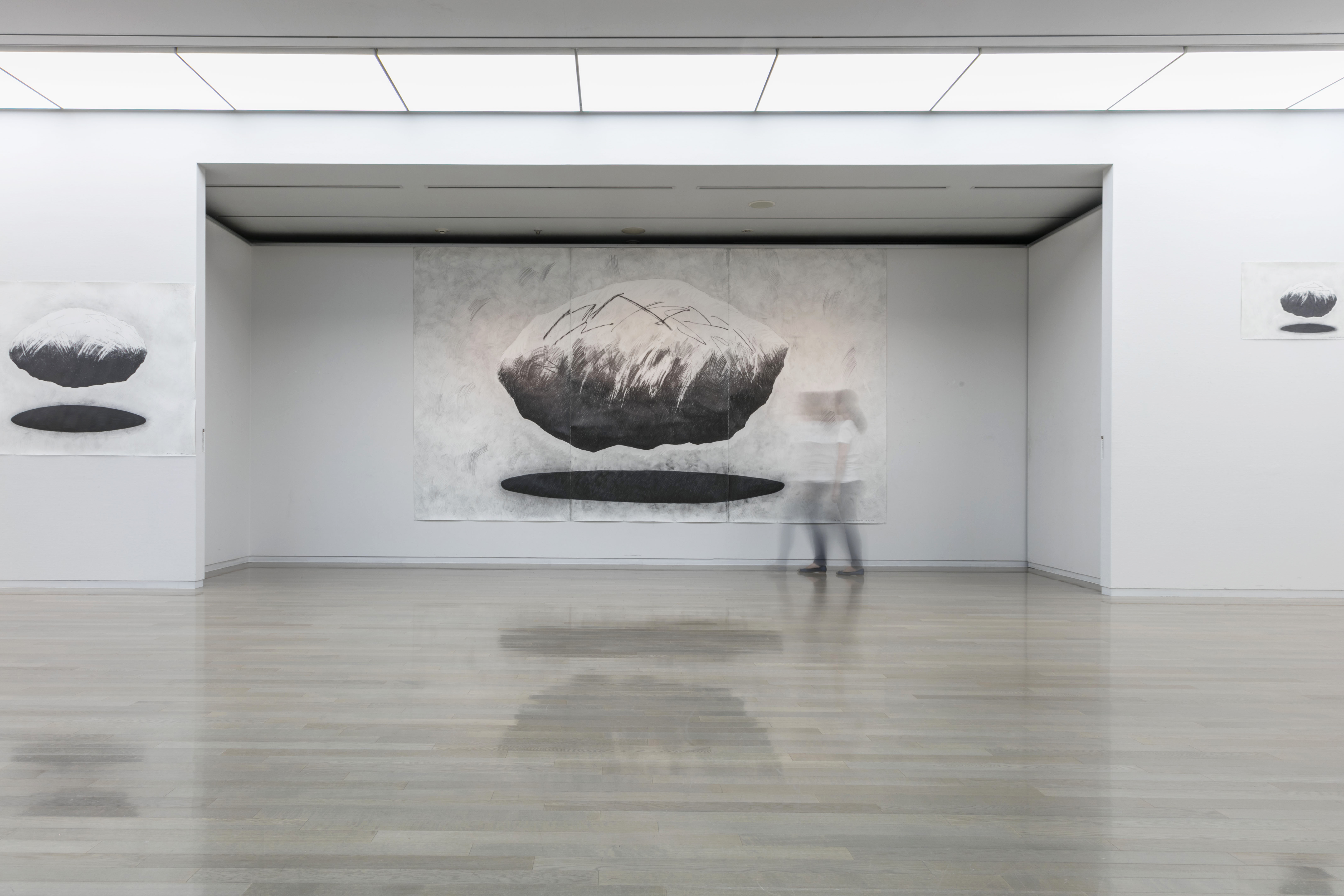
Floating stone, 2017.
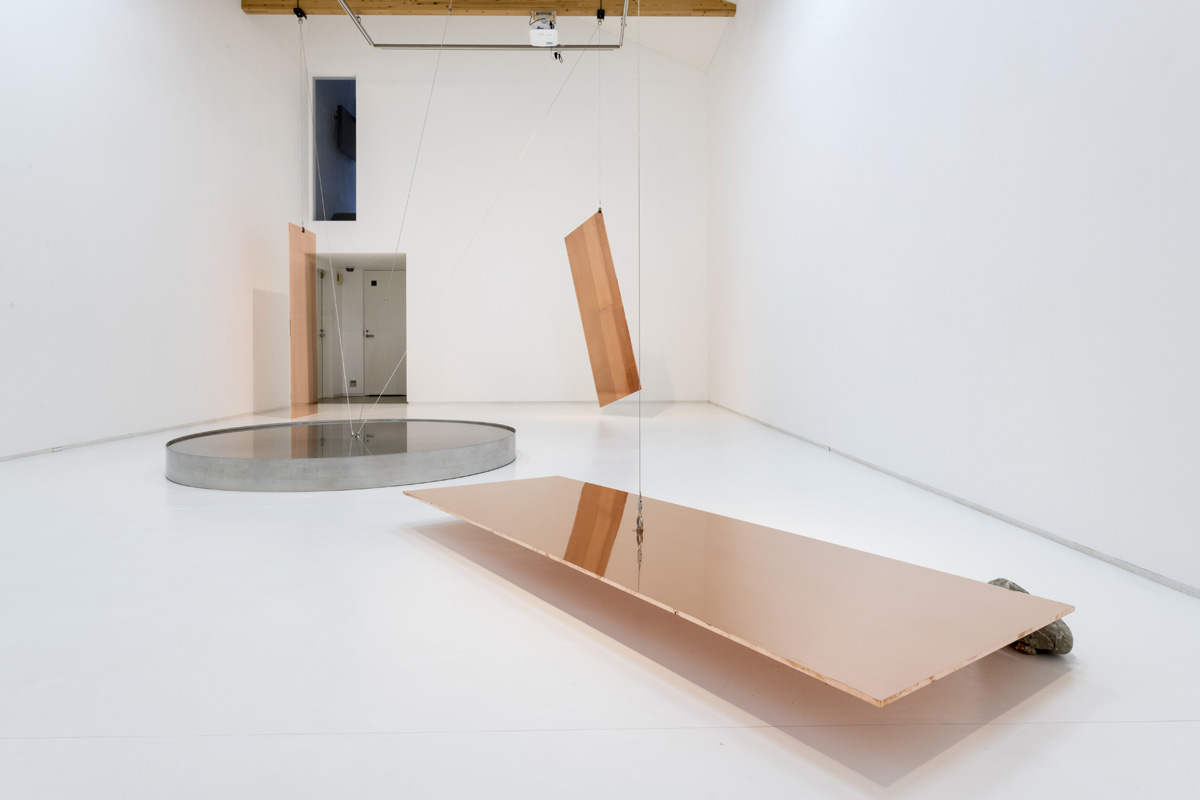
Invisible axis - Horizontal vertical inclination, 2019.
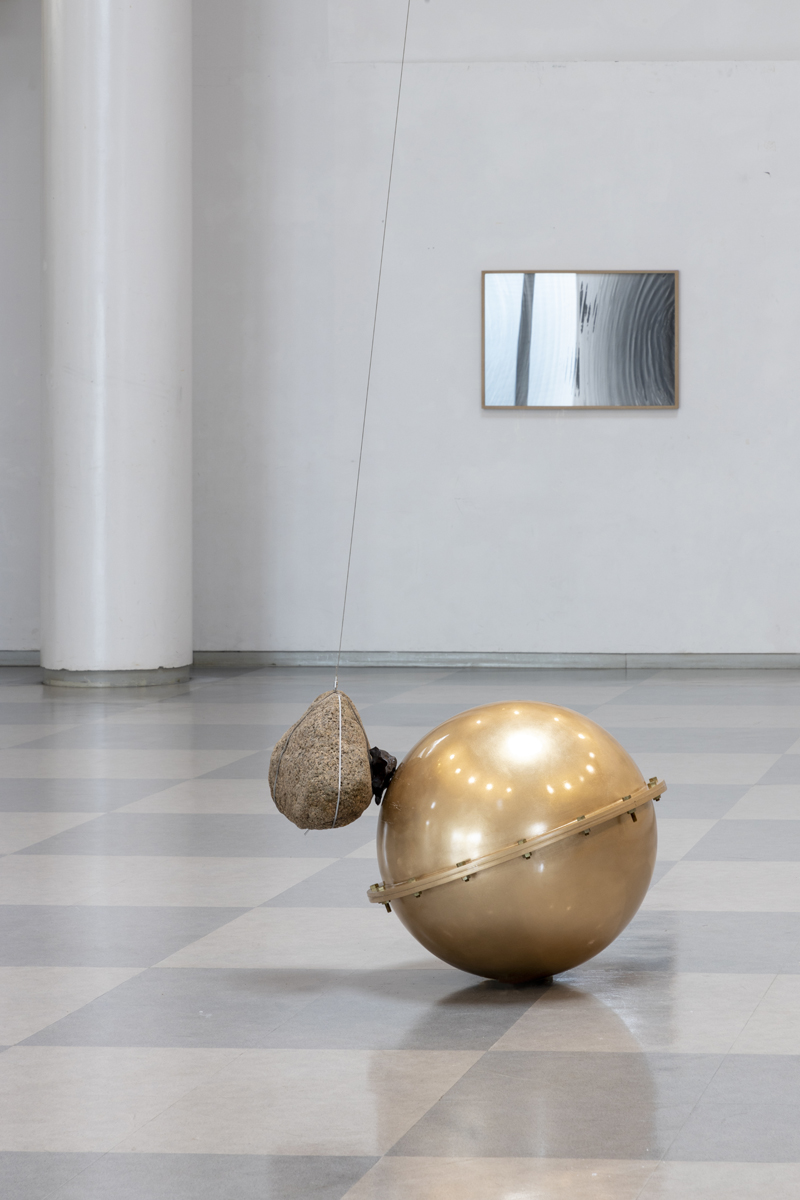
In between friction - Gift from cosmos, 2021.
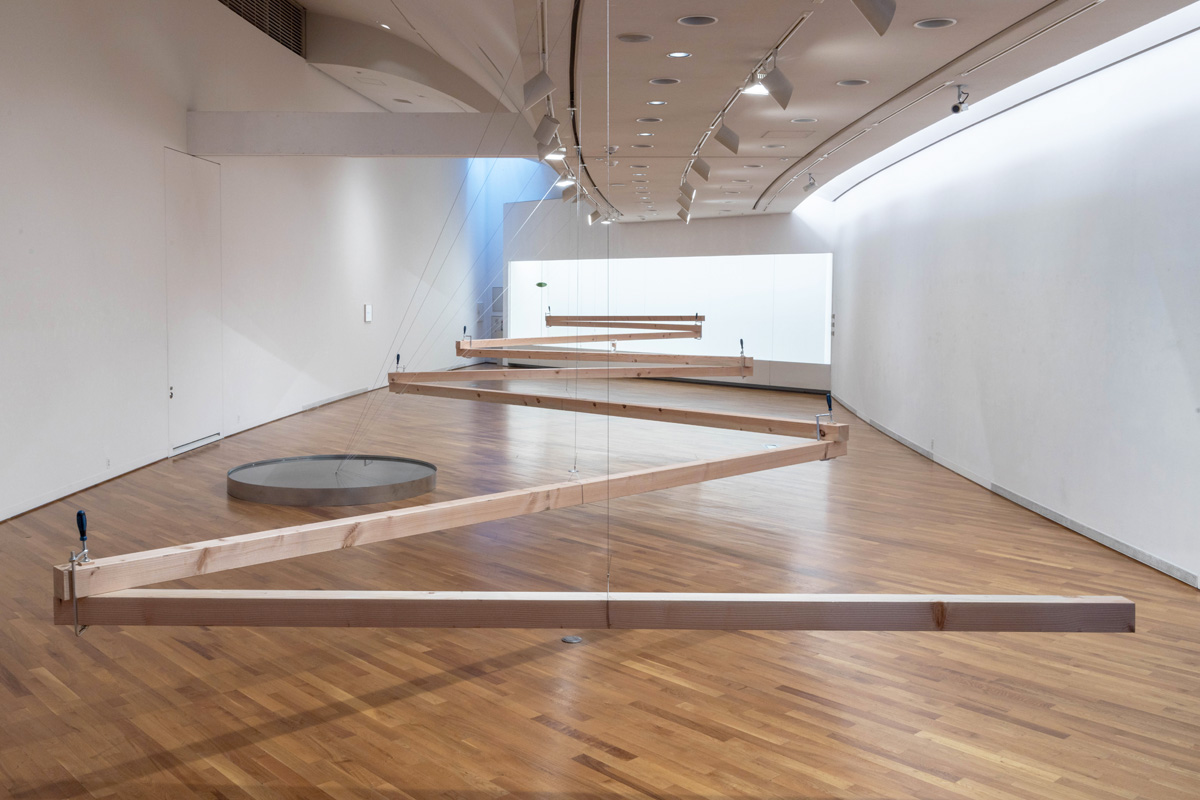
Invisible force - Axis-Longitude-Latitude, 2021.
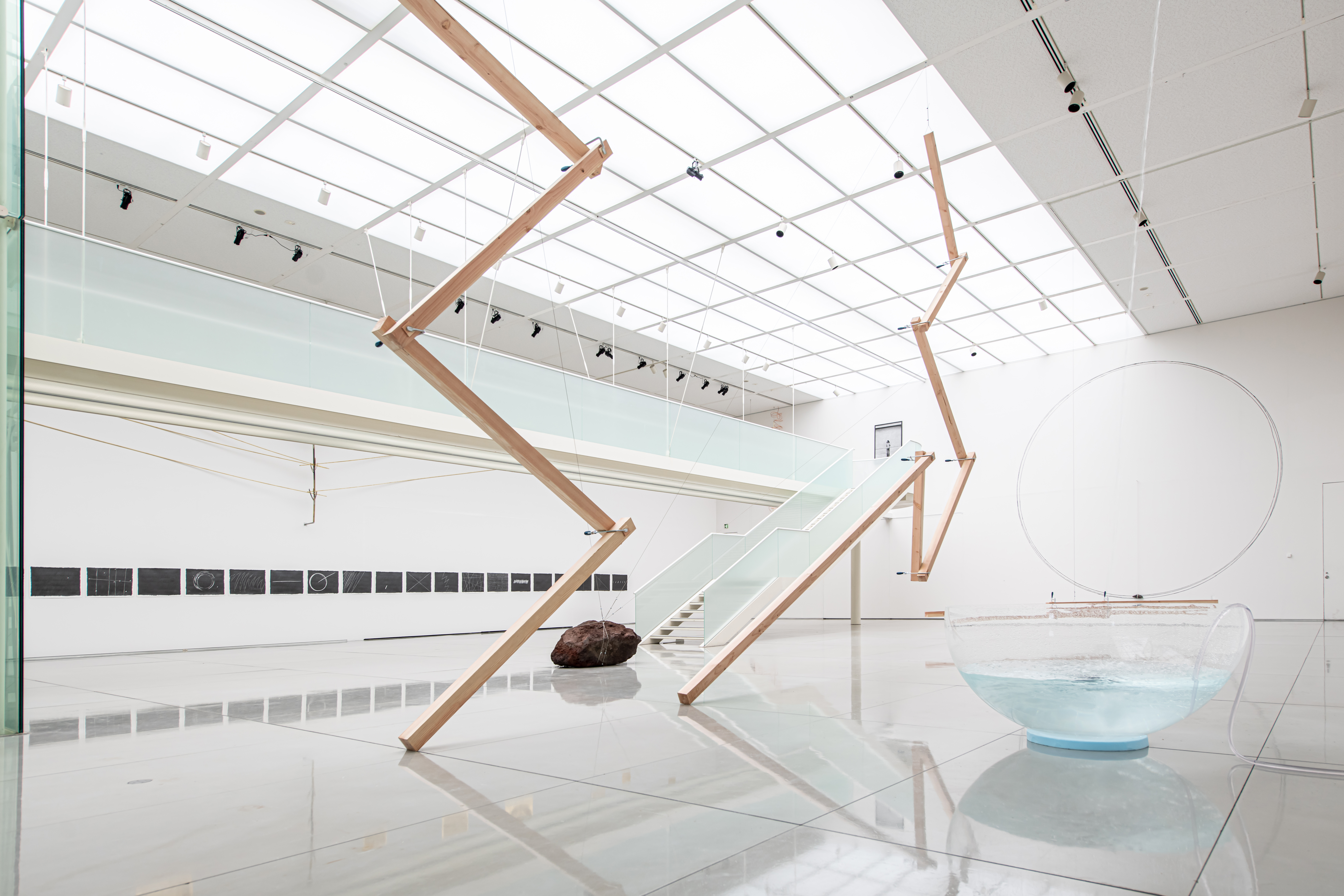
Invisible Force - Between Heaven and Earth, 2022.
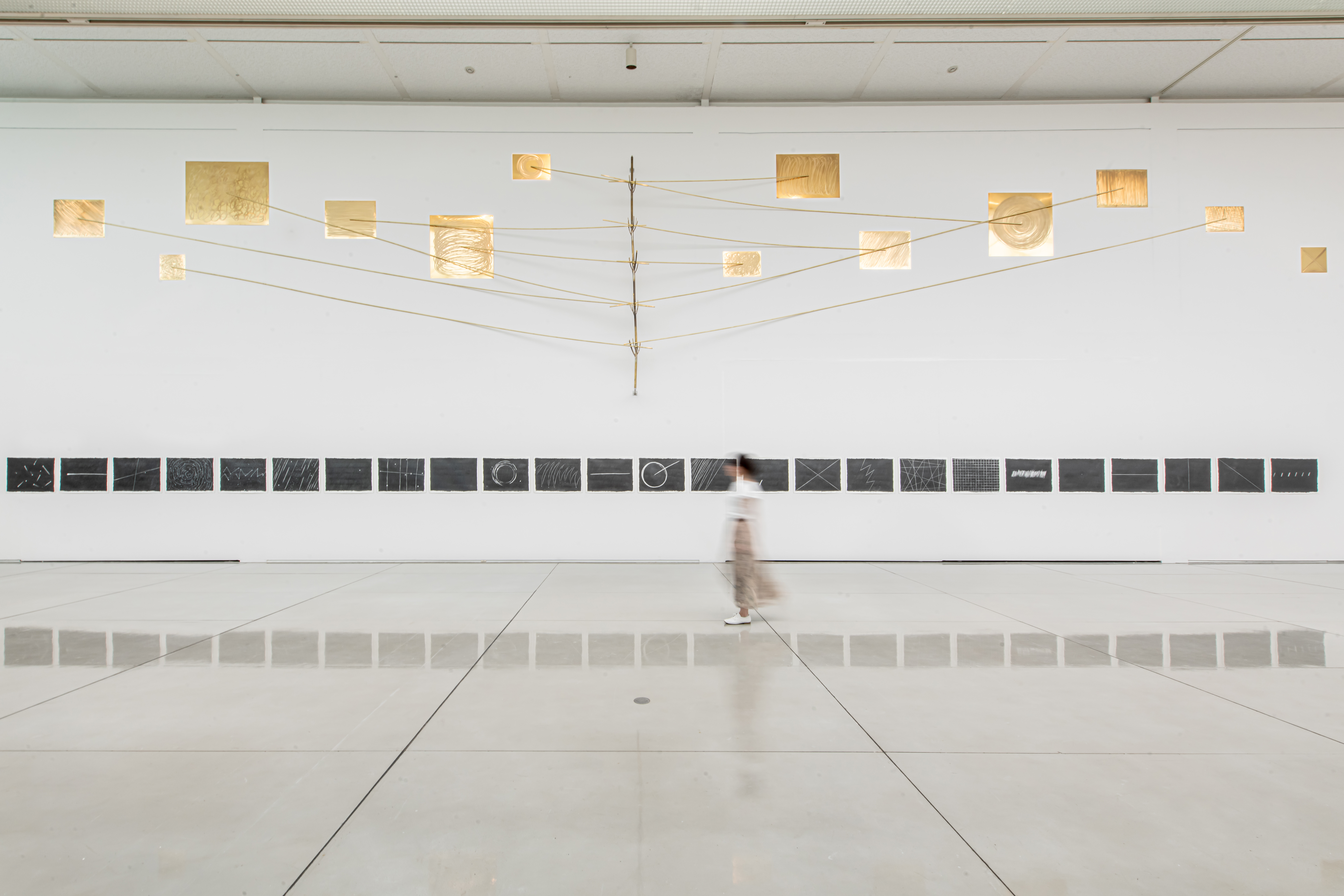
With a Branch - Touching the Energy, 2022.
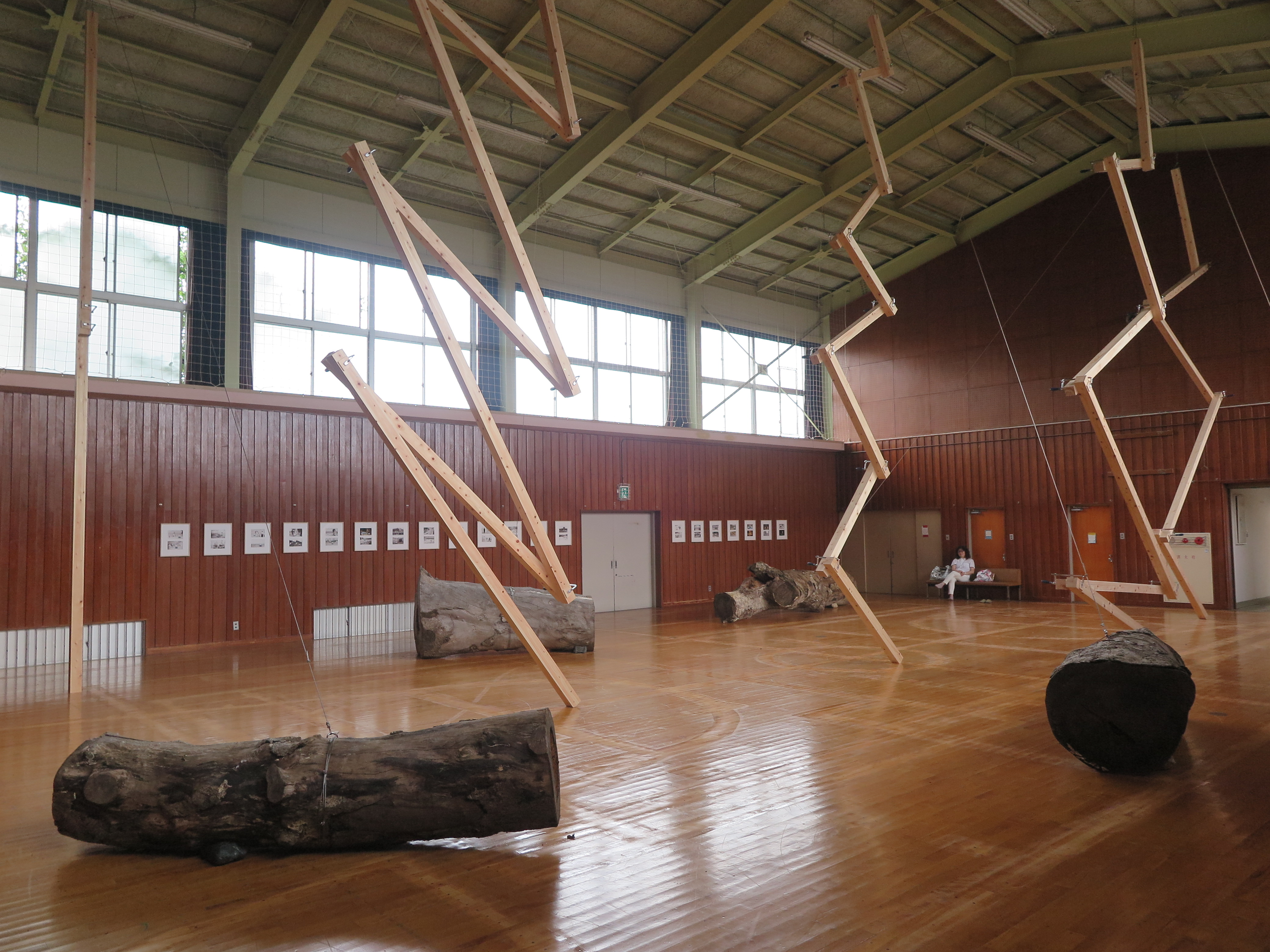
Invisible Energy - Between Heaven and Earth and Sea, 2023.

## Collections publiques
- Fondation Cartier pour l'art contemporain, Paris[7]
- Musée des Arts Décoratifs, Paris
- Musée Réattu, Arles
- Maison Elsa Triolet Aragon, St-Arnoult en Yvelines
- LA CHAPELLE art contemporain, Clairefontaine
- Collection Pinault
- Musée Moderna, Stockholm, Suède
- Musée Voorlinden, Wassenaar, Pays-Bas
- Wilhelm-Hack-Musée, Allemagne
- Museum für Kunst und Gewerbe, Hambourg, Allemagne
- Kunsthalle Brême, Allemagne
- Städtische Galerie im Lenbachhaus, Munich, Allemagne
- Musée Wiesbaden, Hesse, Allemagne
- Collection d'art Daimler, Berlin, Allemagne
- Collection Bvlgari, N.Y., États-Unis / Rome, Italie
- Musée d'Art Moderne, N.Y., États-Unis
- Musée des Beaux-Arts, Houston, États-Unis